# 1889년 프랑스 총선
1889년 프랑스 총선은 1889년 9월 22일과 10월 6일 프랑스에서 치러진 총선이다

## 선거 결과
정당별 의석수
| 정당        | 의석수 |
| ----------- | ------ |
| 중도 공화파 | 216    |
| 급진 공화파 | 100    |
| 왕당파      | 86     |
| 불랑제파    | 72     |
| 제정파      | 52     |
| 온건 공화파 | 38     |
| 사회주의파  | 12     |
| 합계        | 576    |